# Parfondeval (Aisne)
Pour les articles homonymes, voir Parfondeval.
Parfondeval est une commune française située dans le département de l'Aisne, en région Hauts-de-France.

## Géographie
- 1Carte dynamique
- 2Carte OpenStreetMap
- 3Carte topographique
- 4Carte avec les communes environnantes

Le village se situe au nord-est du département de l'Aisne, à environ 180 km de Paris.

### Localisation
|  |  |  |

### Hydrographie
La commune est située dans le bassin Seine-Normandie. Elle est drainée par le canal 05 du Moulin, le cours d'eau 01 de la commune de Parfondeval, le cours d'eau 01 des Ognies, le cours d'eau 02 de la commune de Parfondeval, le fossé 03 de la commune de Parfondeval, le fossé du Fond des Closes et divers autres petits cours d'eau,.

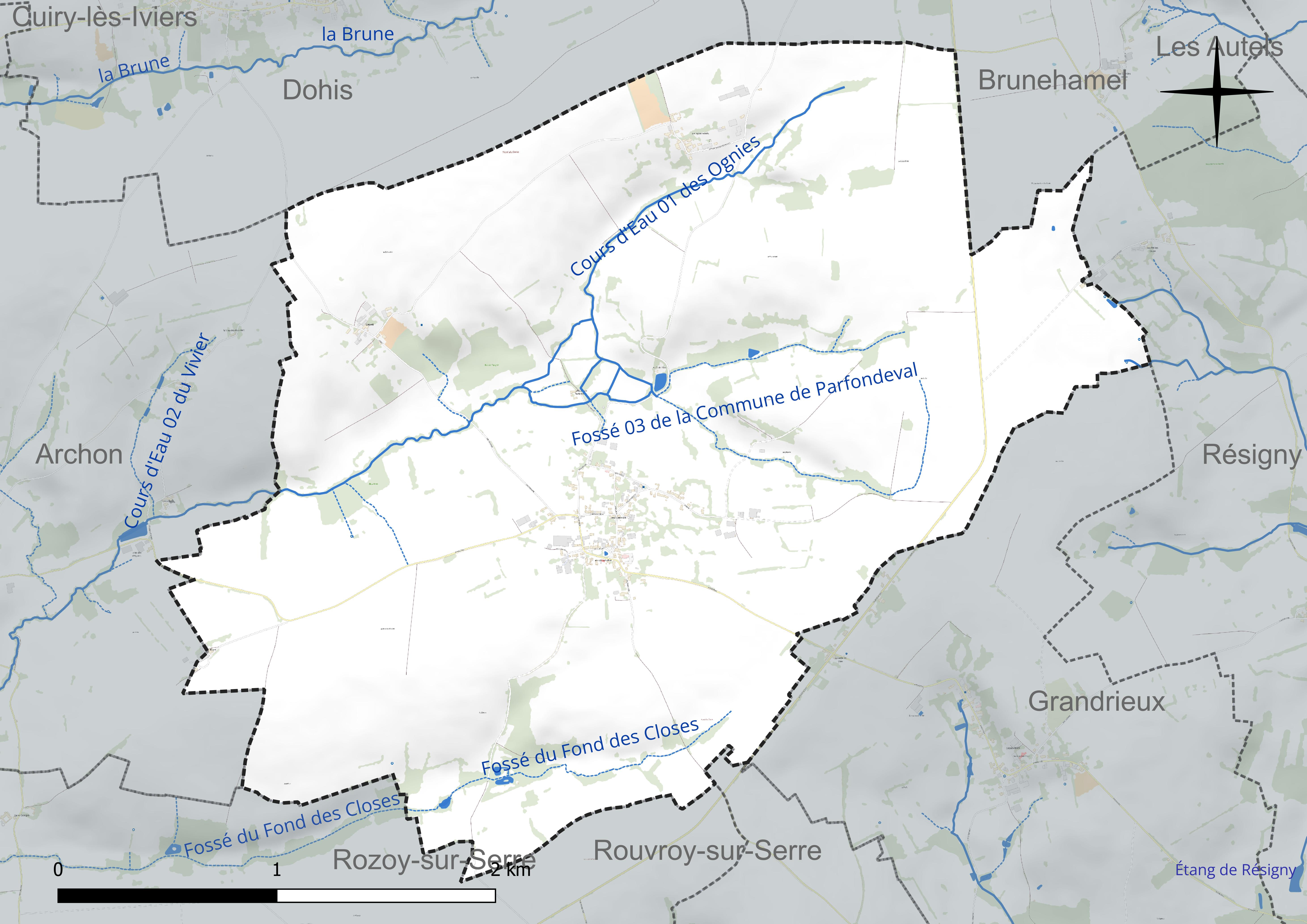
Réseau hydrographique de Parfondeval.

### Climat
Pour des articles plus généraux, voir Climat des Hauts-de-France et Climat de l'Aisne.
En 2010, le climat de la commune est de type climat des marges montargnardes, selon une étude du CNRS s'appuyant sur une série de données couvrant la période 1971-2000. En 2020, Météo-France publie une typologie des climats de la France métropolitaine dans laquelle la commune est exposée à un climat océanique altéré et est dans la région climatique Nord-est du bassin Parisien, caractérisée par un ensoleillement médiocre, une pluviométrie moyenne régulièrement répartie au cours de l'année et un hiver froid (3 °C).
Pour la période 1971-2000, la température annuelle moyenne est de 9,7 °C, avec une amplitude thermique annuelle de 15,3 °C. Le cumul annuel moyen de précipitations est de 954 mm, avec 13,8 jours de précipitations en janvier et 10,1 jours en juillet. Pour la période 1991-2020, la température moyenne annuelle observée sur la station météorologique la plus proche, située sur la commune de Banogne-Recouvrance à 19 km à vol d'oiseau, est de 11,1 °C et le cumul annuel moyen de précipitations est de 773,4 mm,. Pour l'avenir, les paramètres climatiques de la commune estimés pour 2050 selon différents scénarios d'émission de gaz à effet de serre sont consultables sur un site dédié publié par Météo-France en novembre 2022.

## Urbanisme

### Typologie
Au 1er janvier 2024, Parfondeval est catégorisée commune rurale à habitat dispersé, selon la nouvelle grille communale de densité à 7 niveaux définie par l'Insee en 2022.
Elle est située hors unité urbaine et hors attraction des villes,.

### Occupation des sols
L'occupation des sols de la commune, telle qu'elle ressort de la base de données européenne d'occupation biophysique des sols Corine Land Cover (CLC), est marquée par l'importance des territoires agricoles (96 % en 2018), une proportion sensiblement équivalente à celle de 1990 (96,4 %). La répartition détaillée en 2018 est la suivante : 
terres arables (54 %), prairies (42,1 %), zones urbanisées (4 %).
L'évolution de l'occupation des sols de la commune et de ses infrastructures peut être observée sur les différentes représentations cartographiques du territoire : la carte de Cassini (XVIIIe siècle), la carte d'état-major (1820-1866) et les cartes ou photos aériennes de l'IGN pour la période actuelle (1950 à aujourd'hui).

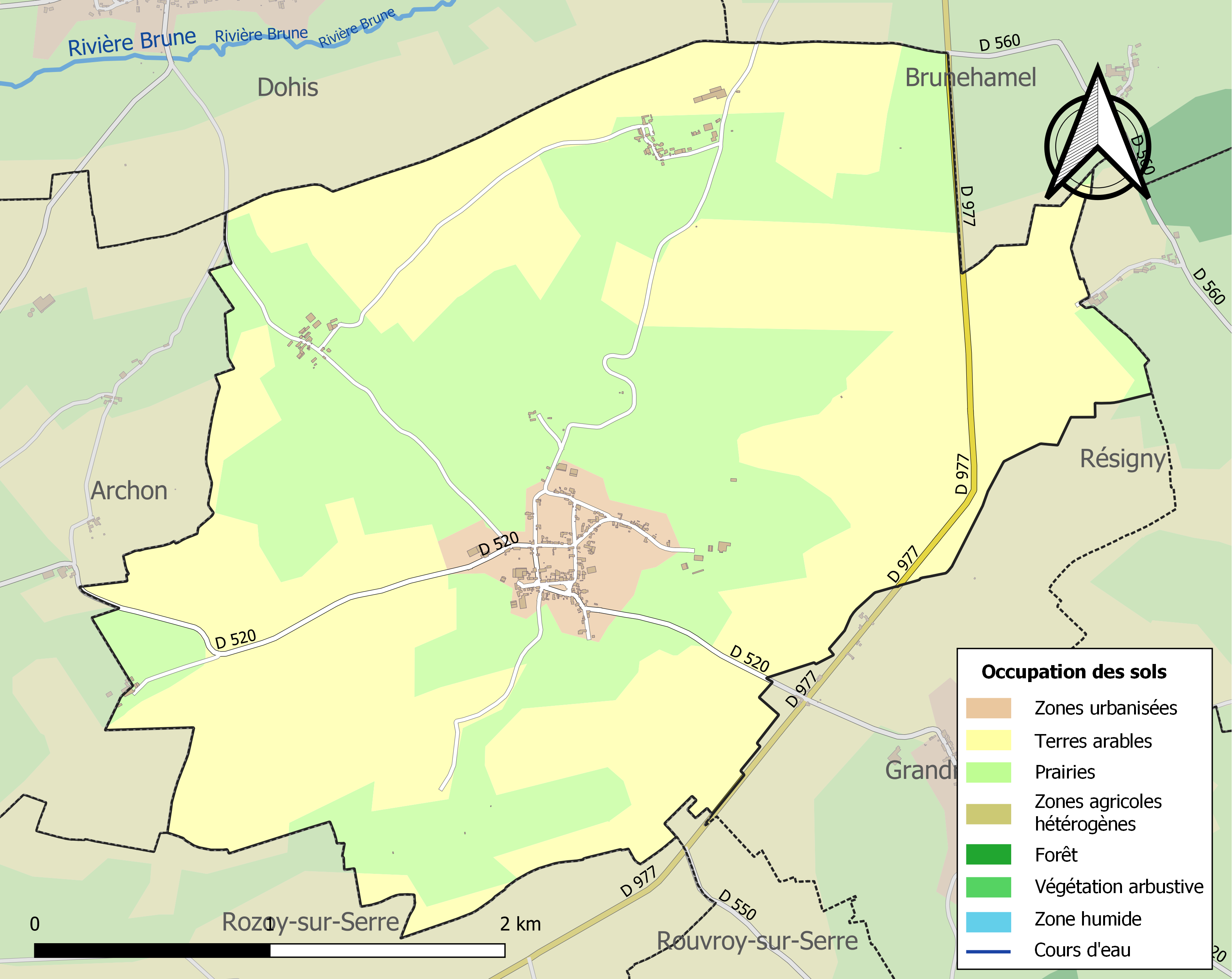
Carte de l'occupation des sols de la commune en 2018 (CLC).

## Toponymie
Le nom de la localité est attesté en 1340 sous sa forme latin Profundo vallés (au fond de la vallée), Parfundeval, Parfondevalle puis l'orthographe actuelle Parfondeval au milieu du XVIIIe siècle sur la carte de Cassini
.
Le toponyme est issu de l'adjectif féminin de l'oïl parfonde « profonde», et val.

## Histoire
Le village de Parfondeval faisait partie de la châtellenie de Rozoy-sur-Serre. Ce fut une seigneurie des Coucy-Vervins puis du comte de Valentinois au XVIIIe siècle.
Avant la révolution, le chapitre de la collégiale de Rozoy dîmait pour deux tiers et le curé pour l'autre tiers.
Par arrêté préfectoral du 20 décembre 2016, la commune est détachée le 1er janvier 2017 de l'arrondissement de Laon pour intégrer l'arrondissement de Vervins.

## Politique et administration

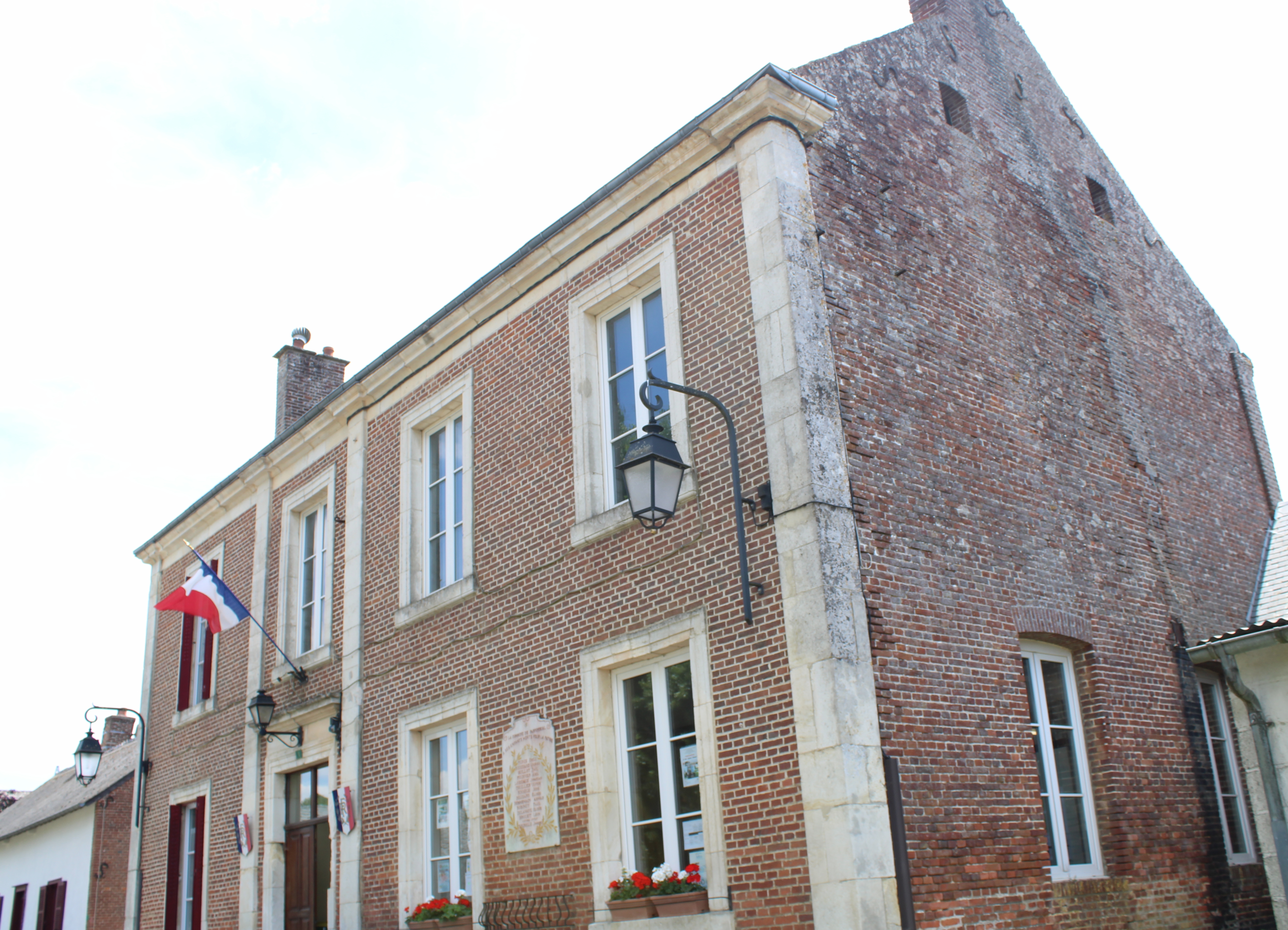
La mairie.

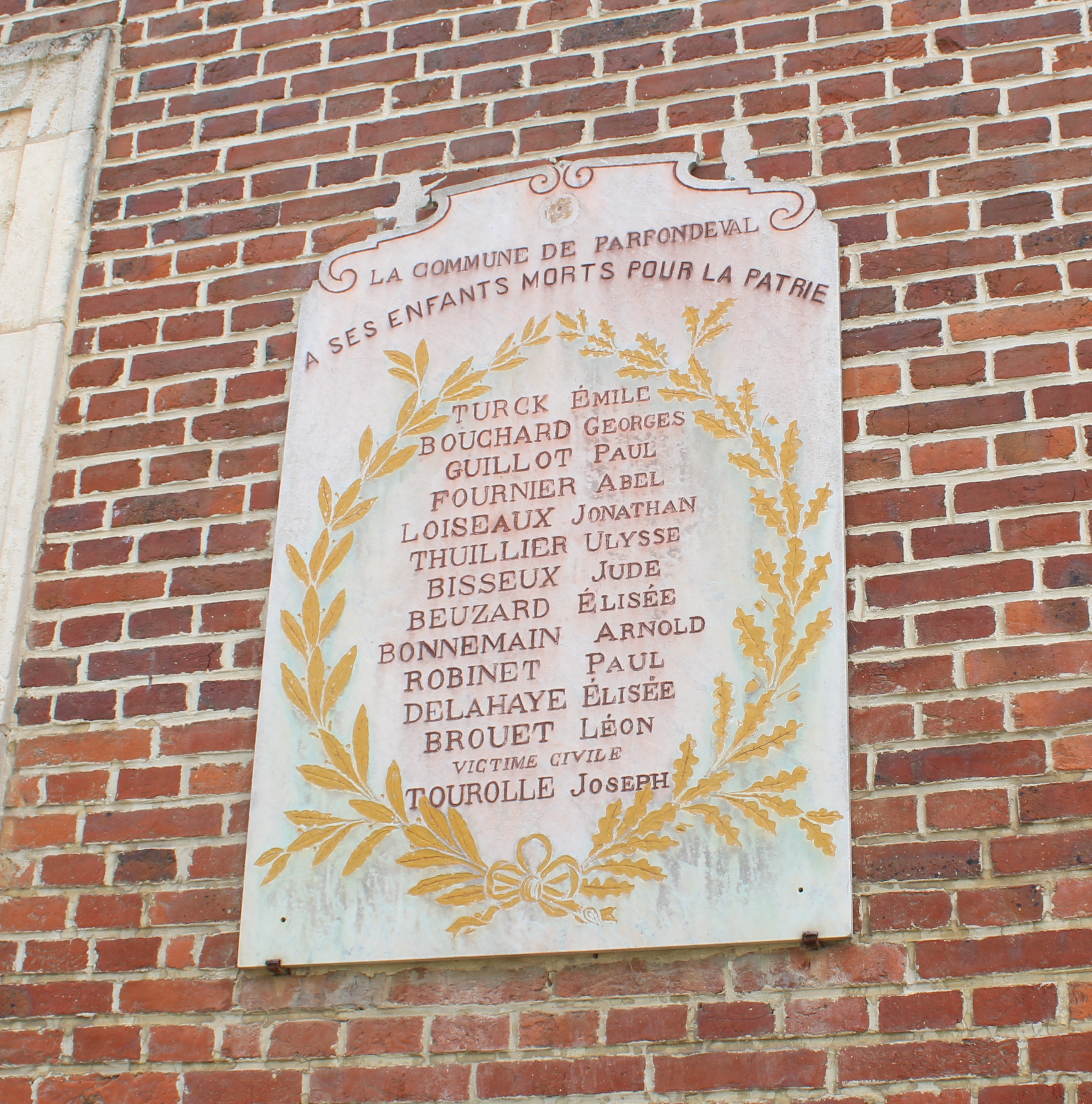
Plaque hommage Guerre 14-18 sur le mur de la mairie.

### Découpage territorial
La commune de Parfondeval est membre de la communauté de communes des Portes de la Thiérache, un établissement public de coopération intercommunale (EPCI) à fiscalité propre créé le 22 décembre 1997 dont le siège est à Rozoy-sur-Serre. Ce dernier est par ailleurs membre d'autres groupements intercommunaux.
Sur le plan administratif, elle est rattachée à l'arrondissement de Vervins, au département de l'Aisne et à la région Hauts-de-France. Sur le plan électoral, elle dépend du  canton de Vervins pour l'élection des conseillers départementaux, depuis le redécoupage cantonal de 2014 entré en vigueur en 2015, et de la première circonscription de l'Aisne  pour les élections législatives, depuis le dernier découpage électoral de 2010.

### Administration municipale
| Période                                  | Période                       | Identité          | Étiquette | Qualité                    |
| ---------------------------------------- | ----------------------------- | ----------------- | --------- | -------------------------- |
| avant 1875                               | après 1876                    | Boulnois          |           |                            |
| Les données manquantes sont à compléter. |                               |                   |           |                            |
| avant 1981                               | ?                             | Lucien Chrétien   |           |                            |
| mars 2001                                | mars 2014                     | Claude Bisseux    | UMP       |                            |
| mars 2014                                | juillet 2020                  | Luc Vitaux        | SE        | Retraité de l'enseignement |
| juillet 2020                             | En cours (au 13 juillet 2020) | Isabelle Chrétien |           |                            |

## Démographie
L'évolution du nombre d'habitants est connue à travers les recensements de la population effectués dans la commune depuis 1793. Pour les communes de moins de 10 000 habitants, une enquête de recensement portant sur toute la population est réalisée tous les cinq ans, les populations de référence des années intermédiaires étant quant à elles estimées par interpolation ou extrapolation. Pour la commune, le premier recensement exhaustif entrant dans le cadre du nouveau dispositif a été réalisé en 2007.

En 2022, la commune comptait 141 habitants, en évolution de −0,7 % par rapport à 2016 (Aisne : −1,97 %, France hors Mayotte : +2,11 %).
| 1793 | 1800 | 1806 | 1821 | 1831 | 1836 | 1841 | 1846 | 1851 |
| ---- | ---- | ---- | ---- | ---- | ---- | ---- | ---- | ---- |
| 800  | 774  | 748  | 805  | 803  | 777  | 765  | 735  | 718  |

| 1856 | 1861 | 1866 | 1872 | 1876 | 1881 | 1886 | 1891 | 1896 |
| ---- | ---- | ---- | ---- | ---- | ---- | ---- | ---- | ---- |
| 661  | 648  | 597  | 558  | 507  | 485  | 466  | 426  | 405  |

| 1901 | 1906 | 1911 | 1921 | 1926 | 1931 | 1936 | 1946 | 1954 |
| ---- | ---- | ---- | ---- | ---- | ---- | ---- | ---- | ---- |
| 394  | 408  | 391  | 334  | 342  | 288  | 286  | 292  | 301  |

| 1962 | 1968 | 1975 | 1982 | 1990 | 1999 | 2006 | 2007 | 2012 |
| ---- | ---- | ---- | ---- | ---- | ---- | ---- | ---- | ---- |
| 255  | 226  | 212  | 193  | 177  | 149  | 161  | 163  | 145  |

| 2017 | 2022 | - | - | - | - | - | - | - |
| ---- | ---- | - | - | - | - | - | - | - |
| 142  | 141  | - | - | - | - | - | - | - |

## Lieux et monuments
Le village fait partie des plus beaux villages de France (le seul de Picardie avec Gerberoy dans l'Oise). Il possède un ensemble homogène de maisons construites en brique et couvertes de toits d'ardoise.
- Église Saint-Médard, bel édifice fortifié en brique.
- Temple protestant, rue du Temple, construit en 1858[33].

### Galerie

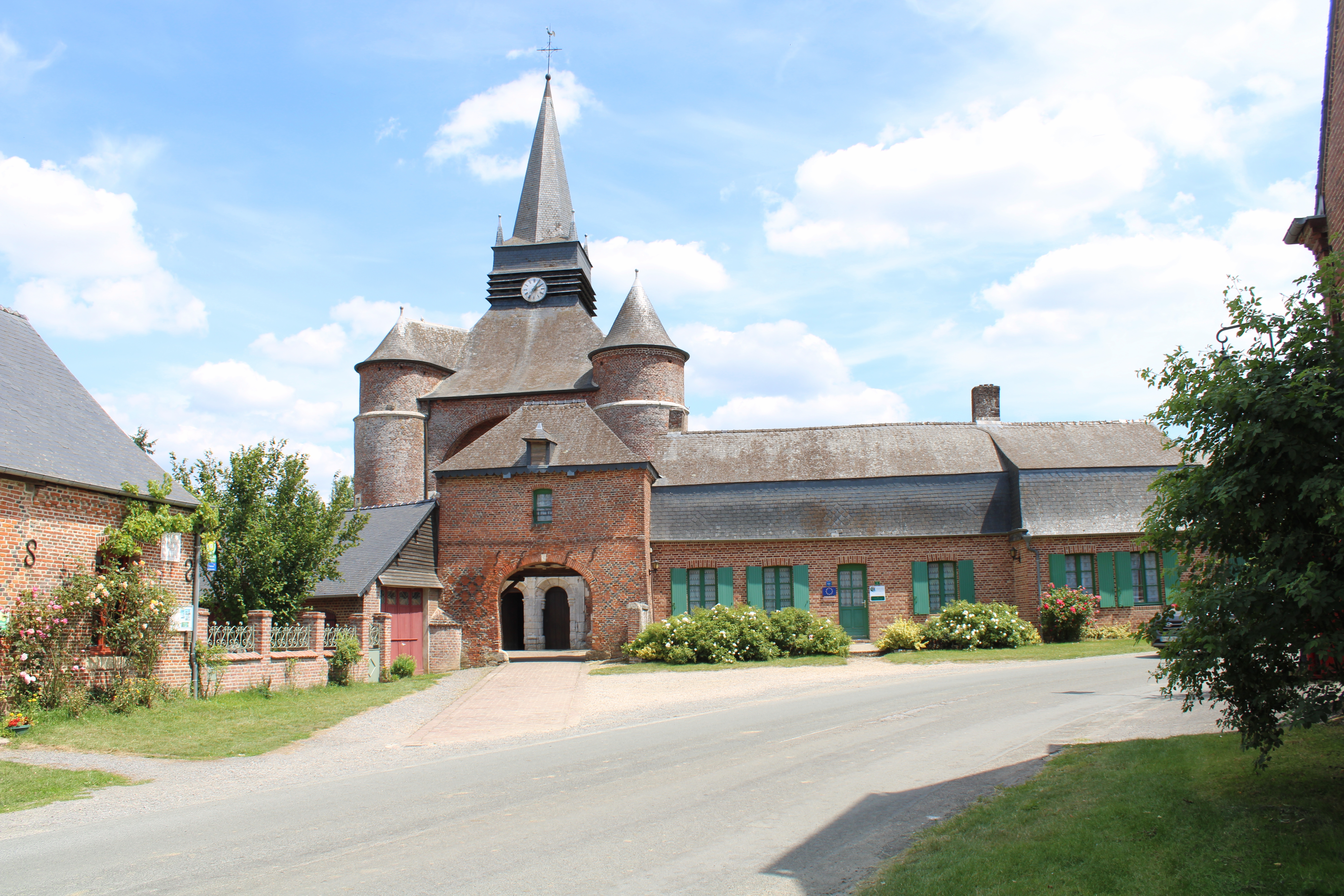
La place et l'église.
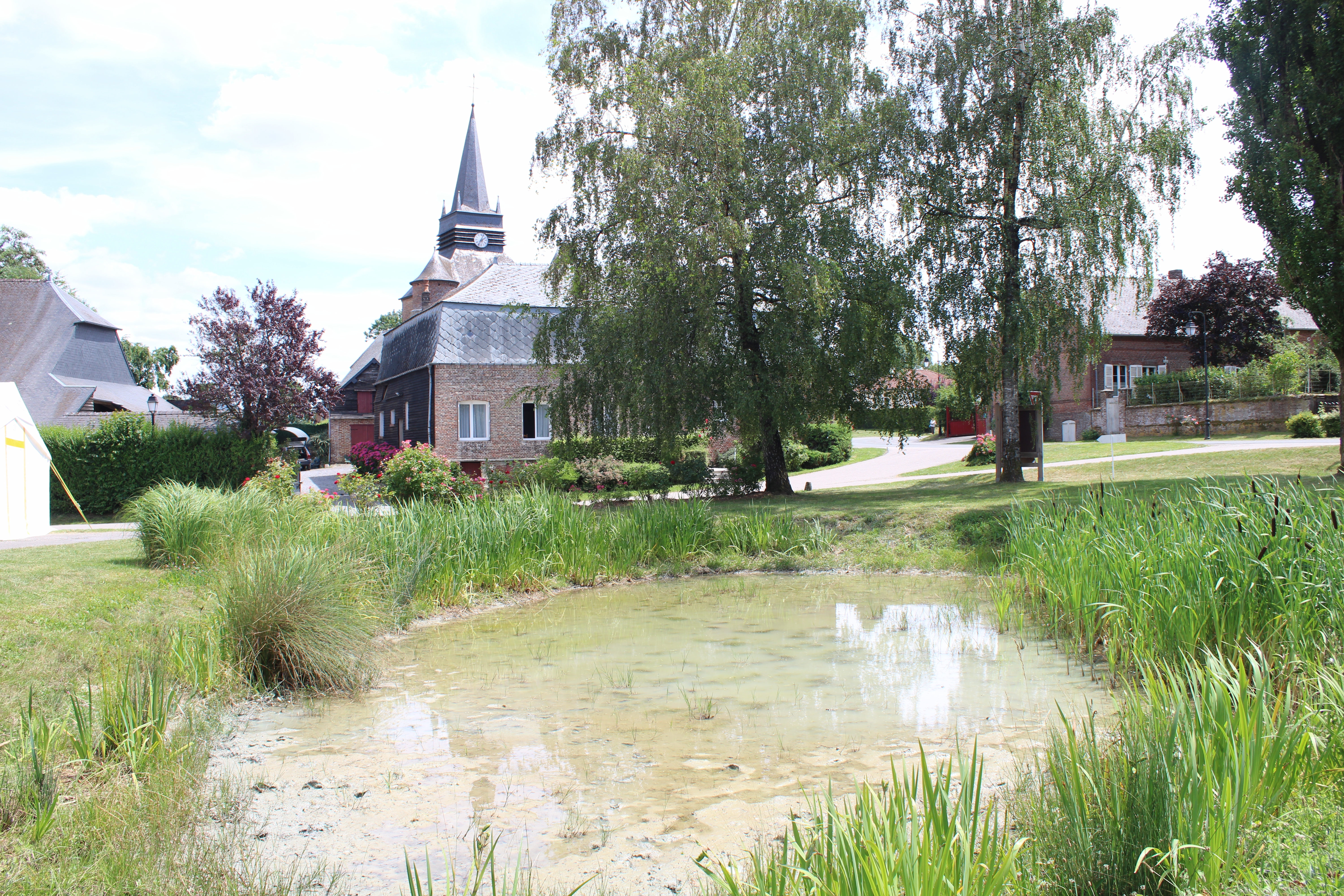
L'étang sur la place du village.
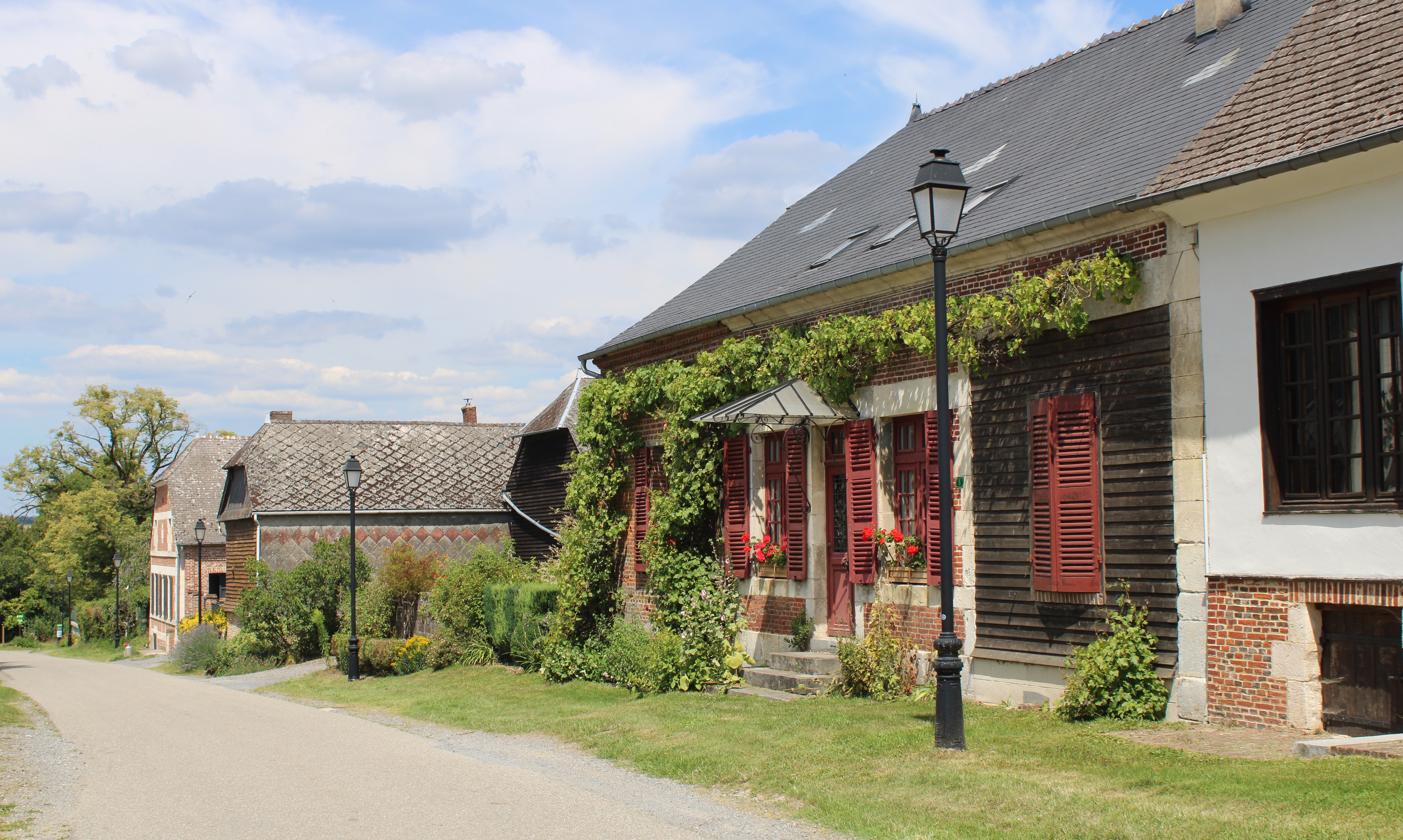
La rue du Chêne.
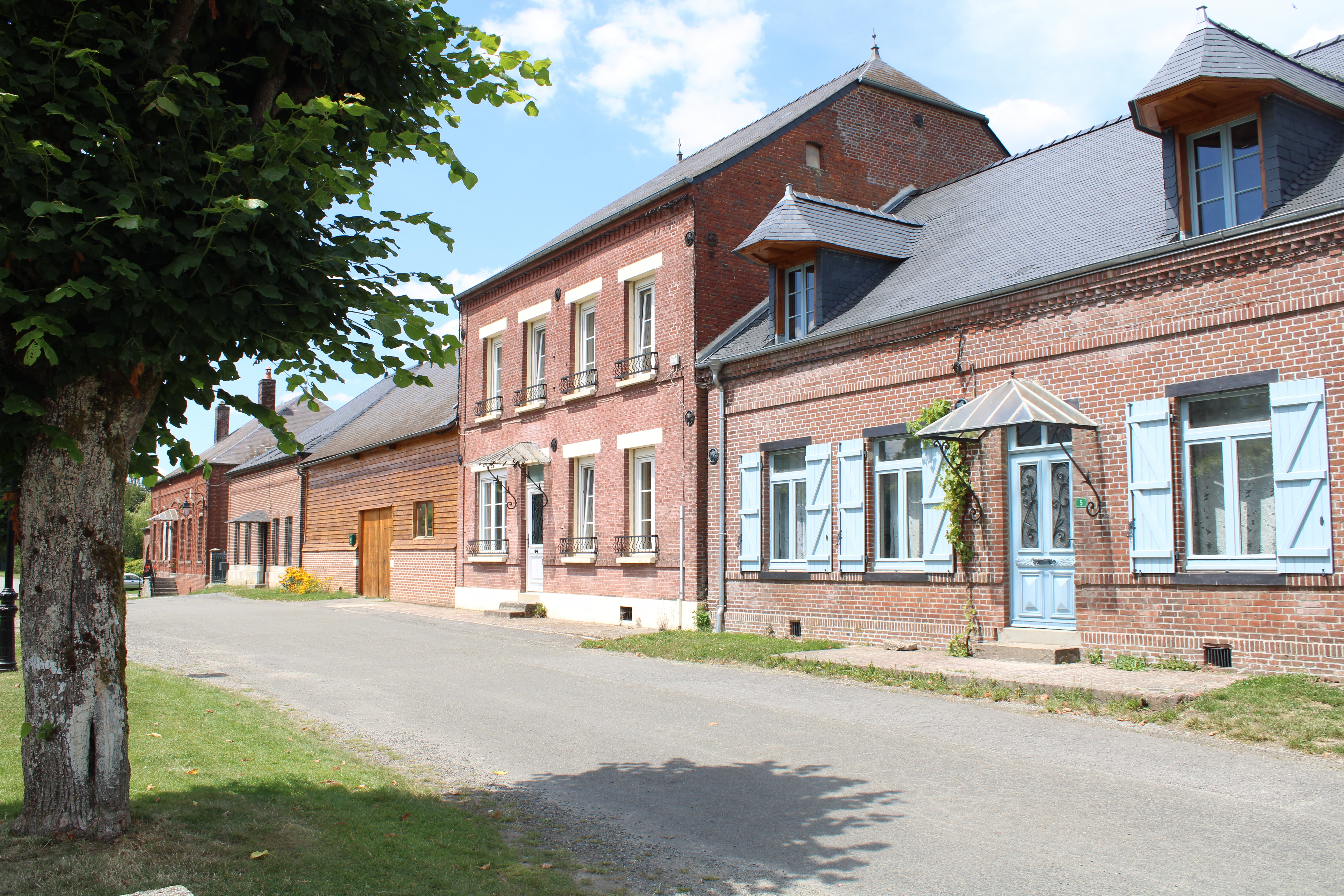
La place.
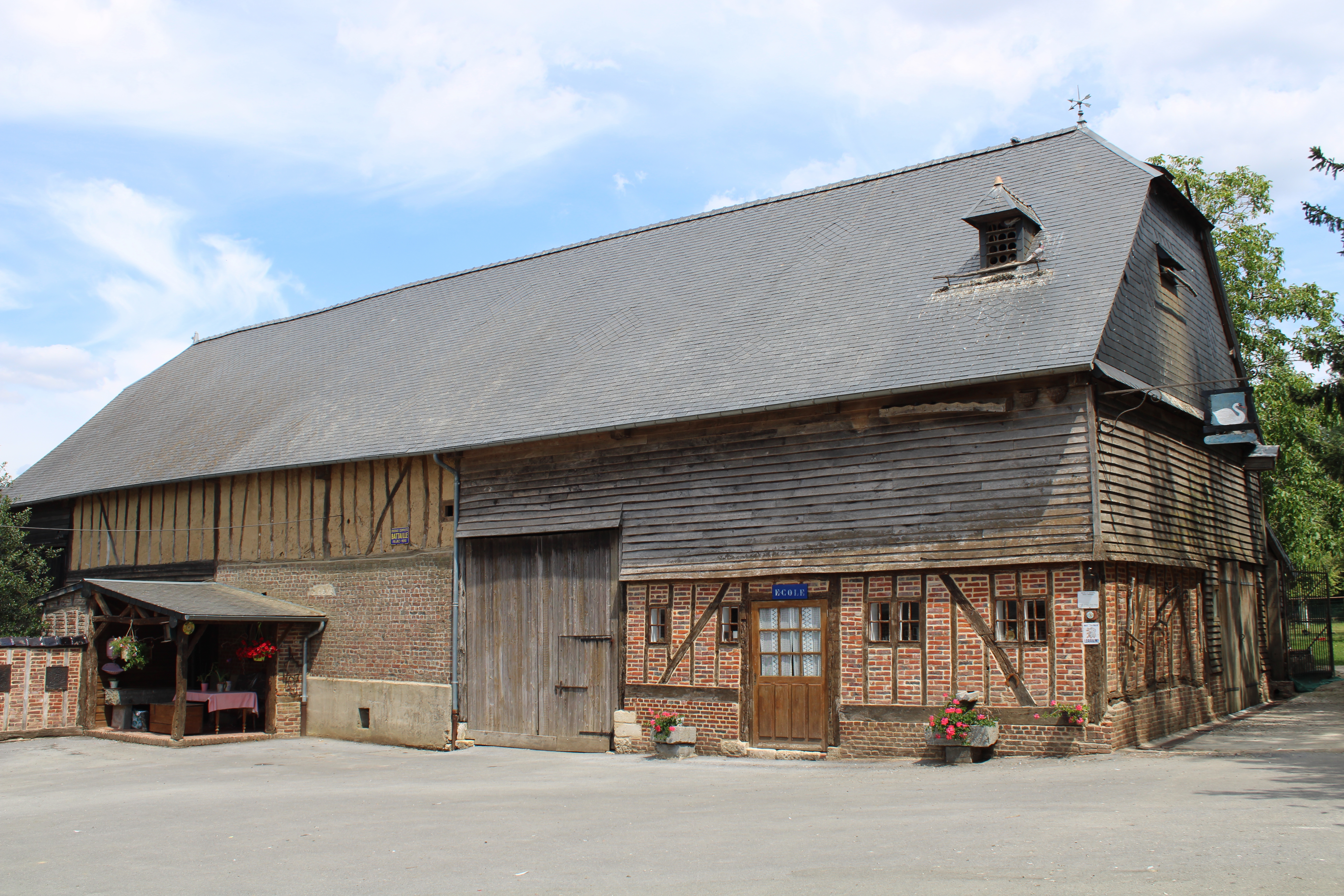
Ancienne grange.

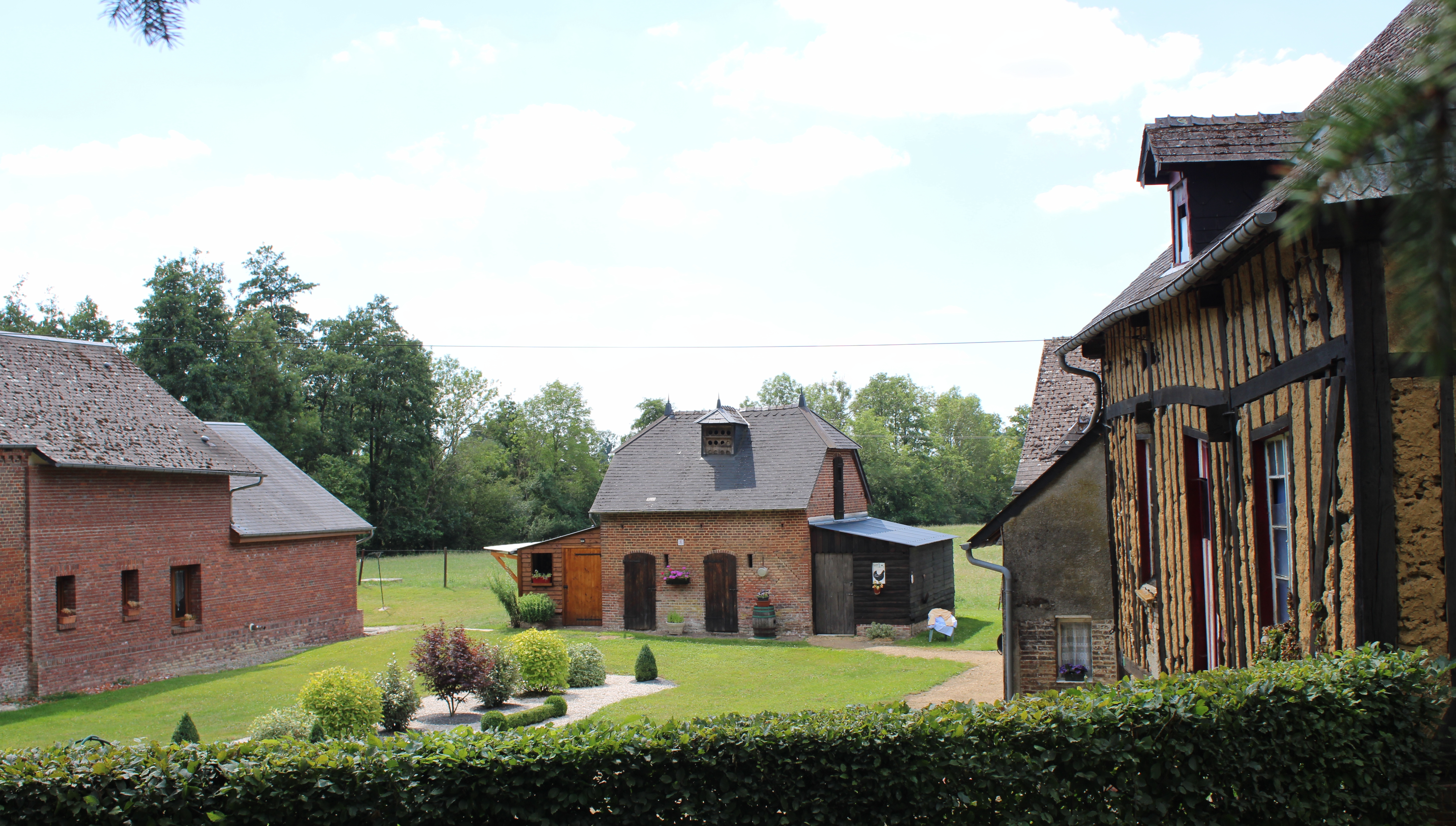
L'ancien moulin dans le hameau éponyme.
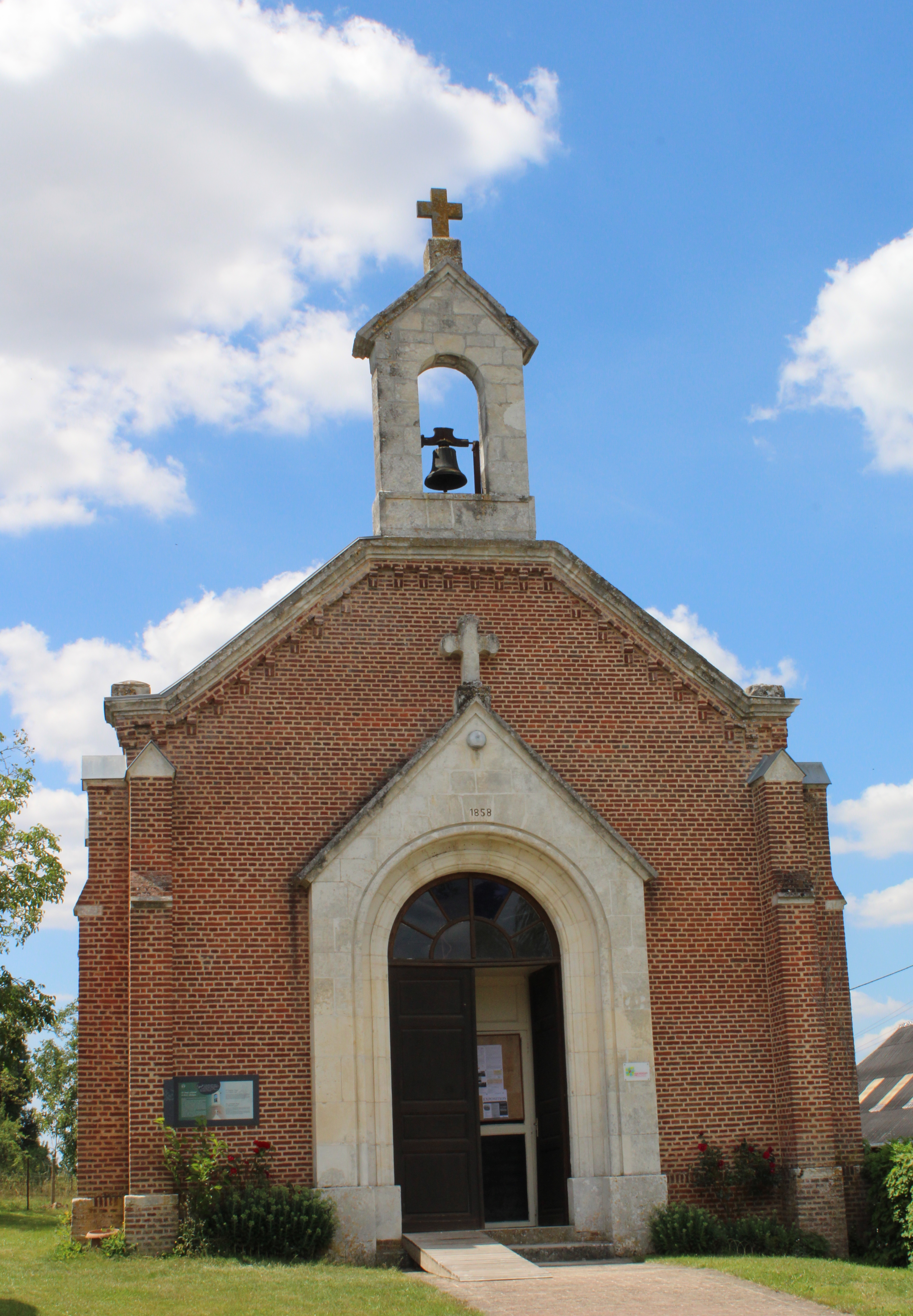
Le temple protestant situé dans le bas du village.
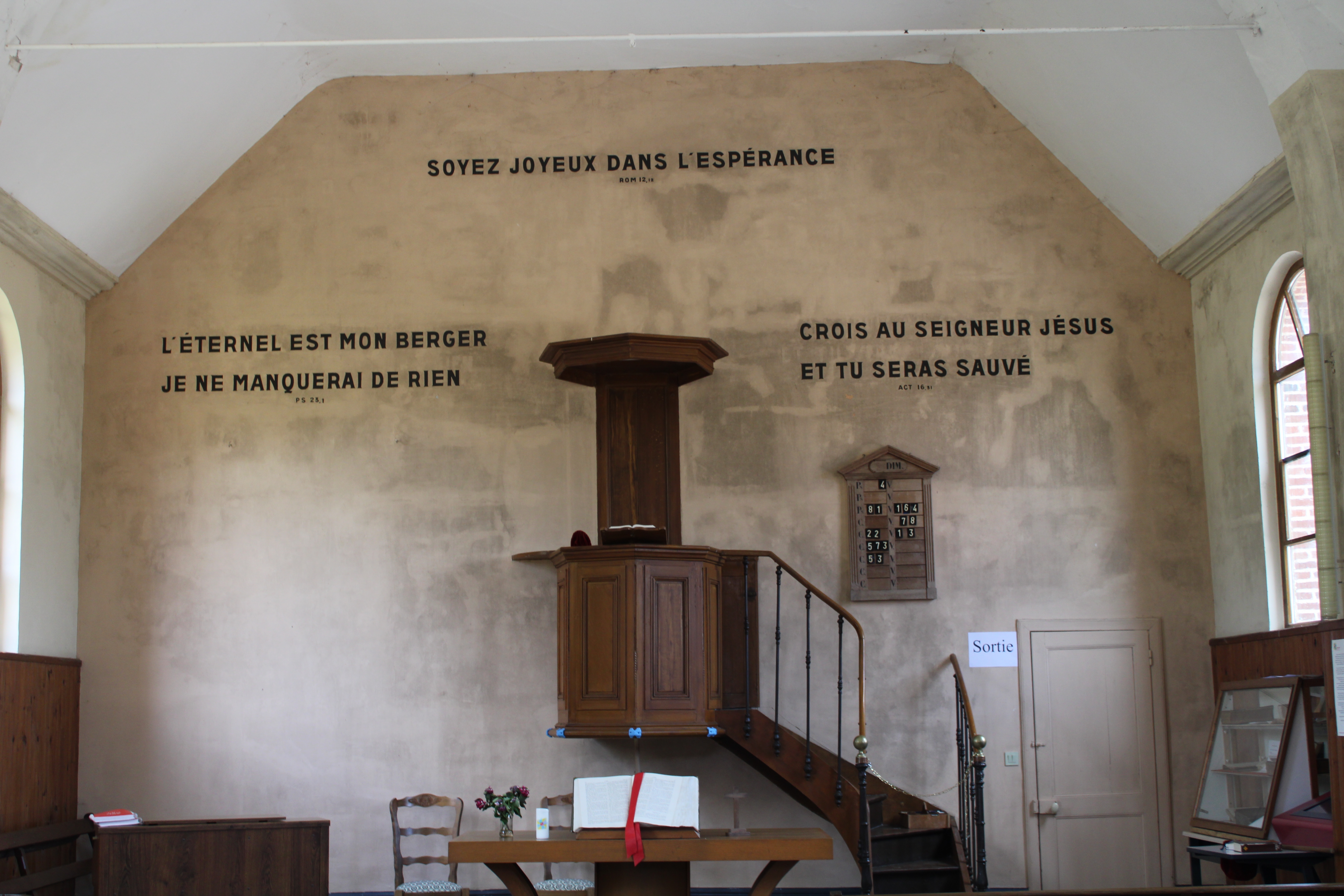
Intérieur du temple.